# SOGナイフ

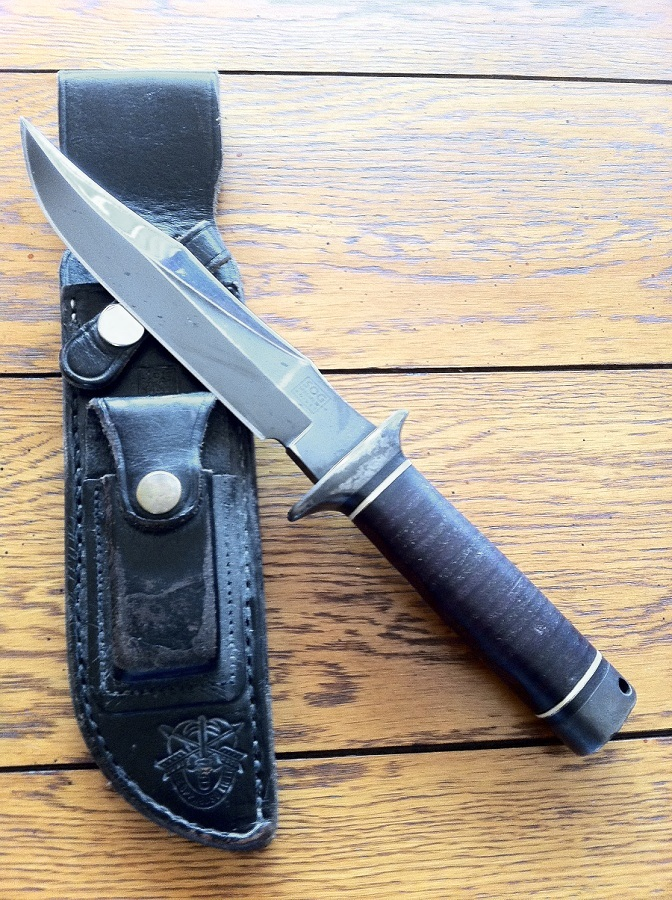
SOGナイフ

SOGナイフ（SOG knife ）とは、ベトナム戦争中のアメリカ合衆国で、南ベトナム軍事援助司令部付研究・観察グループ（Military Assistance Command, Vietnam – Studies and Observations Group 、MACVSOG）の隊員向けに設計されたナイフである。MACVSOGは敵地奥深くにおける各種の秘密活動をその任務としていたため、SOGナイフには生産国や所属などの特定につながる刻印は一切なかった。

## 設計
SOGナイフは米国の対反乱作戦支援局（Counterinsurgency Support Office 、CISO）副局長のベンジャミン・ベイカー（Benjamin Baker ）によって設計された。刃身にはSKS-3として知られるクロムモリブデン鋼を用いており、これのロックウェル硬さは55から57程度であった。刃の形状は擬似刃のあるクリップポイント型で、ボウイナイフに似ている。また、その表面は光の反射を抑えるためにパーカー処理や黒色の塗装が施された。
積層革の握り部分はベイカーが所持していた1920年代型のマーブルス・グラッドストーン・スキニング・ナイフ（Marbles Gladstone Skinning Knife ）からの影響を受けたもので、指に合わせた溝が彫られていた。鞘は革製で、刃を研ぐための砥石や鋼鉄製のシャープナーが取り付けられていた。
最初の生産は日本のヨギ商会と東京の日本刀剣なる企業が行い、この際の製品名称は「Knife, indigenous, RECON, 7", w/scabbard & whetstone」で、刃渡りは7インチ、生産数は1,300振り程度、値段は9.85米ドルであった。1966年、SOGは1,200振りの追加注文を行い、この際に刃渡りは6インチ、鞘は黒革に改められた。また3月にはさらに3,700振り分の追加注文が行われた。この2度目の調達型では製造上の都合から製造番号の刻印が行われ、製品名称は「Knife, indigenous, hunting, 6", w/black sheath and whetstone」とされていた。
1980年代、SOGスペシャリティ・ナイフはSOGナイフとほぼ同型のS1 ボウイ（S1 Bowie ）というナイフを発表した。S1ボウイにはグリンベレーの記章が刻印され、製造は日本の関市の服部刃物で行われた。またリコン・ボウイ（Recon Bowie ）も同社が販売していたSOGナイフのレプリカで、これらの製造は関市の金龍刃物製作所が担当していた。
オリジナルのSOGナイフは、軍用品コレクターの間では希少かつ高価な品として取引されている。ただし、現在アメリカ軍ではSOGナイフ型のナイフを制式採用していない。